# Elise Boot
Elisabeth Cornelia Alphonsa Maria (Elise) Boot (Rotterdam, 2 augustus 1932 – Utrecht, 27 november 2023) was een Nederlandse rechtsgeleerde en politica.

## Biografie
Boot studeerde enige jaren theologie aan de Katholieke Universiteit Nijmegen maar verruilde deze studie voor die van rechten aan de Rijksuniversiteit Utrecht (RUU). Na deze juridische opleiding in 1967 te hebben voltooid, behaalde ze twee jaar later nog een certificaat van de Haagse Academie Internationaal Recht.
Aansluitend op haar universitaire studie werkte ze van 1967 tot 1979 aan het Europa Instituut van de RUU op het gebied van het economisch recht. Vanaf 1970 was ze evenzo verbonden aan de opleiding Salzburg Seminar in American Studies in de gelijknamige stad in Oostenrijk en werd in 1971 opgenomen in het dagelijks bestuur van de Faculteit der Rechtsgeleerdheid van de RUU. Voorts gaf ze van 1973 tot 1974 les in Europees recht aan de Universiteit van Birmingham.
Verder is zij bestuurlijk in de weer geweest, behalve als rechtsgeleerd bestuurder, was zij ook in besturen van andersoortige organisaties actief. Zij had zitting in een drietal Europees-georiënteerde clubs: in het dagelijks bestuur van de Europese Beweging in Nederland, het algemeen bestuur van de Mouvement Européen en was lid van de Union of European Federalists. Eveneens is de rooms-katholieke Boot lid geweest van het onderdeel 'internationale zaken' van de Raad van Kerken in Nederland, en van de Katholieke Raad voor Kerk en Samenleving.
Boot overleed op 27 november 2023 op 91-jarige leeftijd.

### Politieke carrière
Voor het Christen-Democratisch Appèl (CDA) zat zij tweemaal in een vertegenwoordigend lichaam, de eerste keer van 1978 tot 1982 in de Provinciale Staten van Utrecht en de tweede keer van 1979 tot 1989 in het Europees Parlement.
Omdat ze in 1989 door het CDA niet opnieuw voor het EP werd gekandideerd, deed ze - een kansloze - poging toch in het EP te geraken door op plek vijf van de lijst van de splinterpartij God Met Ons te gaan staan. Vervolgens was ze rond 1994 lid van het Algemeen Ouderen Verbond (AOV) en kwam nog later bij de Lijst Pim Fortuyn (LPF) terecht, voor welke partij ze op plaats 23 van de kandidatenlijst voor de Tweede Kamerverkiezingen 2003 stond maar niet verkozen werd. Tot juni 2003 zat Boot ook in het hoofdbestuur van de LPF maar werd de maand daarop als LPF-lid geroyeerd. Vanaf 2004 was zij aangesloten bij Pim Fortuyn's Cultuurgoed (PFC).
- Parlement.com: vg09llzgfhsu